# ФК Секция
Секция Нес Циона (на английски: Sektzia Nes Tziona; на иврит: סקציית כדורגל נס-ציונה‎‎, Sektziyat Kaduregel Nes Tziona, lit. Football Section Nes Tziona) е израелски футболен клуб от южния град Нес Циона . Играят в „Лига Алеф“, трето ниво на израелския футбол. Домакинските си срещи играе на стадион „Нес Циона“.

## Успехи
- Liga Alef
  -  Второ място (1): 1965 – 66
  -  Трето място (13): 1990 – 91, 2008 – 09

- Liga Bet
  -  Трето място (5): 1960 – 61, 1962 – 63, 1972 – 73

### Четвърто място (3)
- 1956 – 57 Liga Gimel
- 1989 – 90 Liga Bet
- 2005 – 06 Liga Alef

## Български футболисти
- Йоан Стоянов: 2022/23-наем - (27 мача - 5 гола)